# Alison Peek
Alison Louise Peek (* 12. Oktober 1969 in Adelaide) ist eine ehemalige australische Hockey-Spielerin, die mit der Australischen Hockeynationalmannschaft 2000 Olympiasiegerin sowie 1994 und 1998 Weltmeisterin war.

## Sportliche Karriere
Alison Peek trat in 222 Länderspielen für Australien an und erzielte 6 Tore.
Bei ihrem ersten großen internationalen Turnier, der Champions Trophy 1989, belegte Peek mit der australischen Mannschaft den zweiten Platz hinter den Südkoreanerinnen. 1990 fand die Weltmeisterschaft in Sydney statt. Die Australierinnen wurden Zweite hinter der niederländischen Mannschaft. Alison Peek gehörte bei dieser Weltmeisterschaft zum Kader, wurde aber nicht eingesetzt. 1991 gewannen die Australierinnen die Champions Trophy zum ersten Mal. Es folgten vier weitere Siege in den 1990er Jahren, wobei Alison Peek nur 1997 nicht dabei war.
Bei den Olympischen Spielen 1992 in Barcelona war Alison Peek in drei Spielen dabei, die Australierinnen belegten am Ende den fünften Platz. Zwei Jahre später bei der Weltmeisterschaft 1994 in Dublin war Peek Stammspielerin. Die Australierinnen verloren ihr erstes Spiel gegen die russische Mannschaft, erreichten aber den zweiten Platz in ihrer Vorrundengruppe hinter den Argentinierinnen. Nach ihrem 2:0-Halbfinalsieg über die deutschen Damen trafen die Australierinnen im Finale wieder auf die Argentinierinnen und siegten mit 2:0.
Nachdem Peek bei den Saisonhöhepunkten 1996 und 1997 nicht in der australischen Mannschaft stand, kehrte sie 1998 zurück. Bei der Weltmeisterschaft 1998 in Utrecht gewannen die Australierinnen alle fünf Vorrundenspiele. Nach einem 4:2 gegen die Argentinierinnen im Halbfinale bezwangen die Australierinnen im Finale die Niederländerinnen mit 3:2. Vier Monate später fanden in Kuala Lumpur die Commonwealth Games statt, im Finale siegten die Australierinnen mit 8:1 gegen die Engländerinnen. Bei den Olympischen Spielen 2000 in Sydney gewannen die Australierinnen sowohl ihre Vorrundengruppe als auch die Hauptrundengruppe. Im Finale gegen die Argentinierinnen siegten die Australierinnen mit 3:1.